# Robert Aickman
Robert Fordyce Aickman (ur. 27 czerwca 1914 w Londynie, zm. 26 lutego 1981 tamże) – brytyjski pisarz tworzący w gatunku supernatural fiction.

## Dzieła
- Dark Entries, 1964, opowiadania
- Powers of Darkness, 1966, opowiadania
- Sub Rosa, 1968, opowiadania
- Cold Hand in Mine, 1975, opowiadania
- Tales of Love and Death, 1977, opowiadania
- Intrusions, 1980, opowiadania